# فرودگاه بین‌المللی حیدر علی‌اف
فرودگاه بین‌المللی حیدر علی‌اف (یاتا:GYD و ایکائو: UBBB)، یک فرودگاه بین‌المللی است که در شمال شرقی باکو در کشور جمهوری آذربایجان قرار دارد و فاصلهٔ آن تا باکو ۲۰ کیلومتر (۱۲ مایل) است.
این فرودگاه، قطب هواپیمایی آذربایجان، هواپیمایی ملی و حامل پرچم کشور جمهوری آذربایجان است که پر رفت‌وآمدترین فرودگاه در این کشور و منطقهٔ قفقاز محسوب می‌شود.
نام پیشین این فرودگاه، فرودگاه بین‌المللی بینا بود که پس از دوران ریاست جمهوری حیدر علی‌اف، در ۱۰ مارس ۲۰۰۴ میلادی (۲۰ اسفند ۱۳۸۲ هجری خورشیدی)، به فرودگاه بین‌المللی حیدر علی‌اف، تغییر نام داد و همچنین کد فرودگاهی یاتای آن هم تغییر کرد (کد یاتای پیشین این فرودگاه، BAK بود). این فرودگاه، دارای دو ترمینال (شمالی و جنوبی) و یک ترمینال باری است.

## نگارخانه

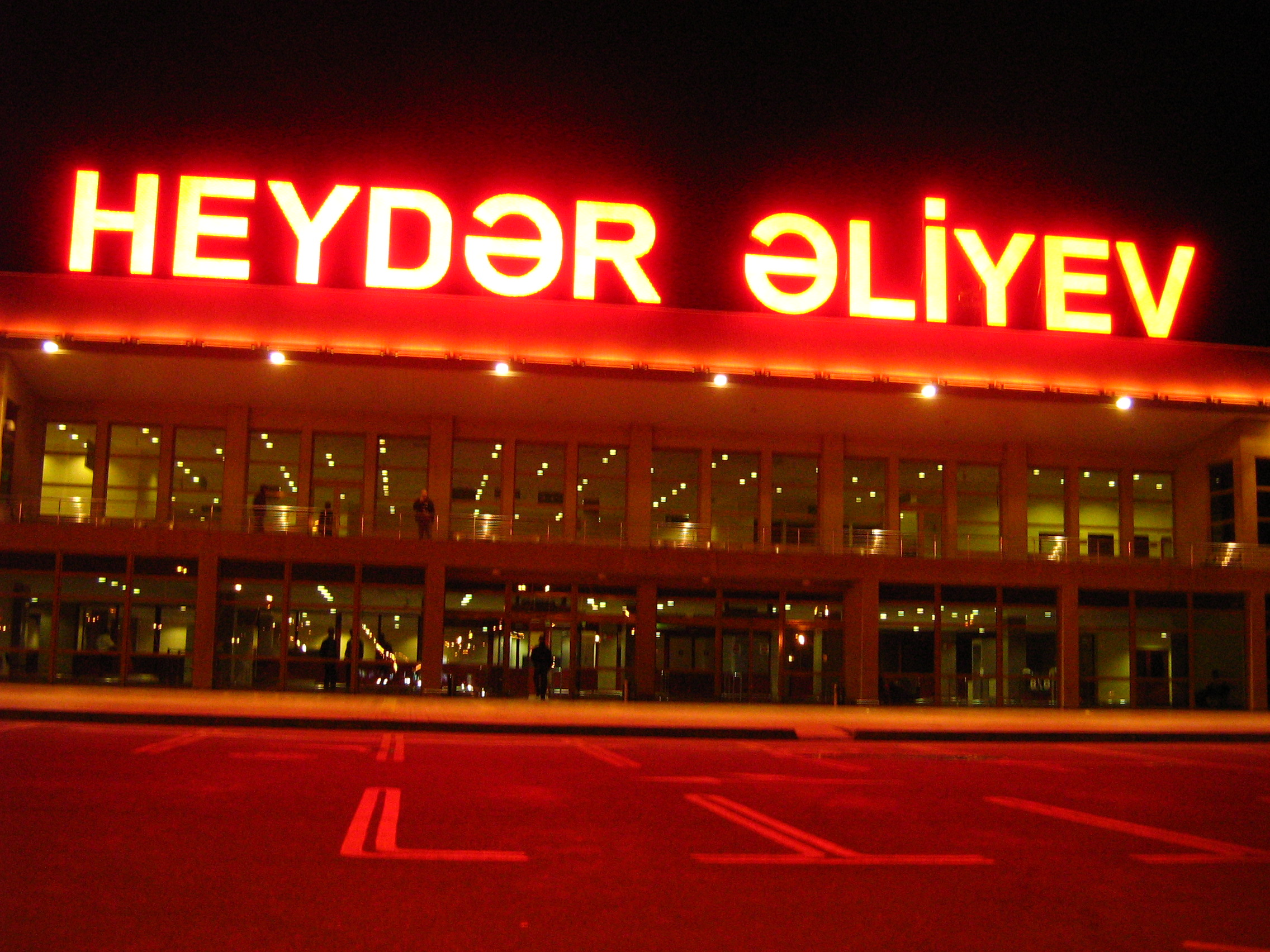

## شرکت‌های هواپیمایی و مقصدهای پروازی

### مسافری

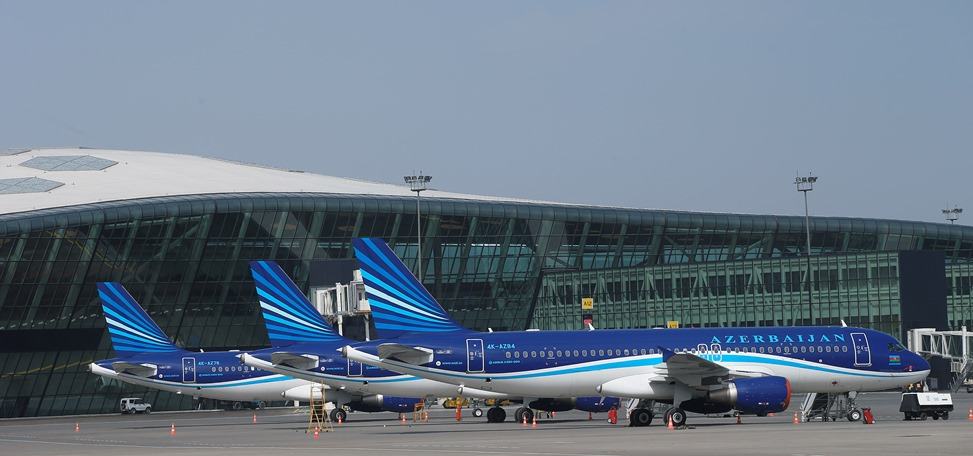
آذربایجان ایرلاینز is the main passenger airline at Baku Airport

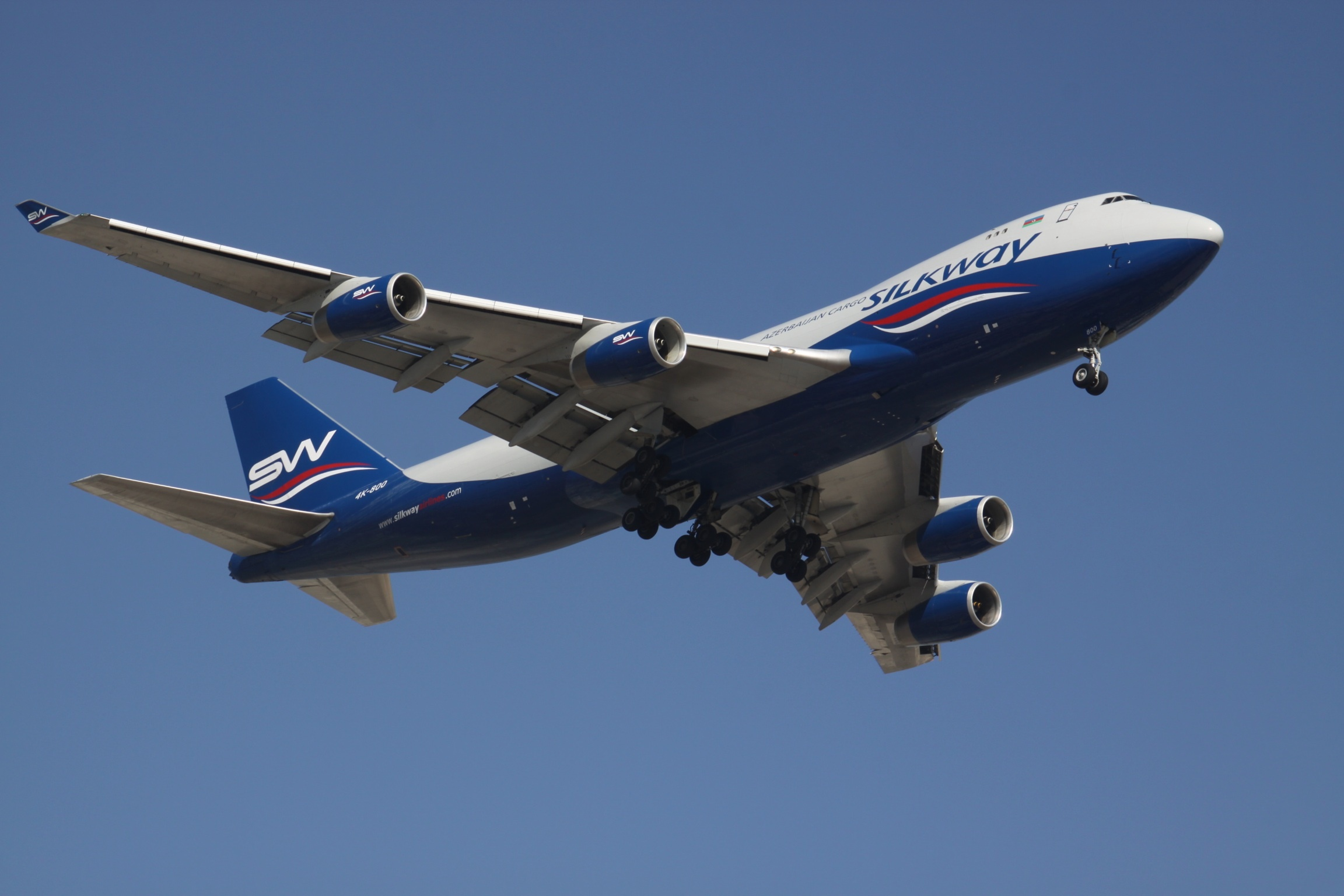
سیلک وی ایرلاینز is the main هواپیمایی باری at Baku Airport

| شرکت‌های هواپیمایی           | مقصدهای پروازی |
| --------------------------- | --- |
| آئروفلوت                    | شرمتیوو |
| ایر عربیا                   | شارجه |
| ایر آستانه                  | آلماتی، آستانه |
| آذربایجان ایرلاینز          | اسن‌بوغا، آنتالیا، سووارنابومی (آغاز از ۲۹ اکتبر ۲۰۱۷)، بارسلونا-ال پرات، پکن، برلین تگل، دوبی، گنجه، صبیحه گوکچن، عدنان مندرس، آتاترک، قازان، بوریسپیل، کویت، لنکران، هیترو لندن، لیو دانیلو هالیتسکی، میلانو مالپنسا، مینرالنیه وودی، مینسک، دوموده‌دوو، نخجوان، جان اف کندی، شارل دوگل پاریس, پراگ رازیون، پالکوو، امام خمینی، بن گوریون، تفلیس، وین فصلی: میلاس-بودروم، دالامان |
| ایربالتیک                   | ریگا |
| بلاویا                      | مینسک |
| Buta Airways                | آنتالیا (آغاز از ۱ سپتامبر ۲۰۱۷), صبیحه گوکچن (آغاز از ۲۹ اکتبر ۲۰۱۷), قازان (آغاز از ۱ سپتامبر ۲۰۱۷), کیف ژولیانی (آغاز از ۵ سپتامبر ۲۰۱۷), مینرالنیه وودی (آغاز از ۳ سپتامبر ۲۰۱۷), ونوکووا (آغاز از ۱ سپتامبر ۲۰۱۷), پالکوو (آغاز از ۲۹ اکتبر ۲۰۱۷), تفلیس (آغاز از ۱ سپتامبر ۲۰۱۷), امام خمینی (آغاز از ۷ سپتامبر ۲۰۱۷)                                                       |
| فلای‌دبی                     | دوبی |
| ایر آئرو                    | فصلی: یملیانو |
| هواپیمایی عراق              | بغداد، نجف |
| جزیره ایرویز                | کویت |
| لوفت‌هانزا                   | عشق‌آباد، فرانکفورت |
| هواپیمایی ماهان             | امام خمینی |
| انور ایر                    | ترابزون |
| Pegas Fly                   | رامنسکویه |
| هواپیمایی قطر               | حمد، تفلیس |
| اس۷ ایرلاینز                | دوموده‌دوو، تولمچوا |
| اسکات ایرلاینز              | آقتائو، آتیرائو |
| ترکیش ایرلاینز              | آتاترک |
| هواپیمایی بین‌المللی اوکراین | بوریسپیل فصلی: اودسا |
| اورال ایرلاینز              | قازان، کورومچ، پالکوو، اوفا، کولتسوو |
| یوتی‌ایر اوییشن              | ونوکووا |
| ازبکستان ایرویز             | تاشکند |
| Wataniya Airways            | کویت |
| ویز ایر                     | بوداپست فرنک لیست |

### باری
| شرکت‌های هواپیمایی                             | مقصدهای پروازی |
| --------------------------------------------- | --- |
| کارگولوکس                                     | آلماتی، ملکه علیا، بارسلونا-ال پرات، هنگ کنگ، لوگزامبورگ - فیندل، چانگی سنگاپور |
| کارگولوکس                                     | میلانو مالپنسا |
| سیلک وی ایرلاینز                              | آقتائو، اسخیپول آمستردام، آتیرائو، بغداد، مناس، دوبی، فرانکفورت، هنگ کنگ، آتاترک، صبیحه گوکچن، میدان هوایی بین‌المللی حامد کرزی، میدان هوایی بین‌المللی قندهار، کویت، کوالالامپور، استانستد لندن، لوگزامبورگ - فیندل، ماستریخت آخن، میلانو مالپنسا، اینچئون، شانگهای پودنگ، چانگی سنگاپور، تفلیس، امام خمینی، بن گوریون، اورومچی دیووپو، اوهر شیکاگو، نیویورک، جیبوتی |
| سیلک وی ایرلاینز اجرا توسط Sky Gates Airlines | هنگ کنگ، ماستریخت آخن, شرمتیوو |